# Animal Well
Animal Well is een Metroidvania-spel ontwikkeld door computerspelontwikkelaar Billy Basso en uitgegeven door Bigmode. Spelers besturen een bolvormig wezen en verkennen een labyrint vol puzzels. Het spel verscheen in mei 2024 voor Nintendo Switch, PlayStation 5 en Windows, en in oktober 2024 voor Xbox Series X/S.

## Spelverloop
Animal Well onderscheidt zich binnen het Metroidvania-genre door de nadruk te leggen op verkenning en puzzels in plaats van gevechten. Spelers doorkruisen een mysterieus labyrint en verzamelen diverse items die de omgeving op unieke manieren beïnvloeden. Veel van deze items hebben meerdere toepassingen, wat creatief denken stimuleert.
Het spel biedt een niet-lineaire ervaring, waardoor spelers de meer dan 250 kamers in een zelfgekozen volgorde kunnen verkennen. Tijdens hun tocht ontmoeten ze verschillende wezens, die zowel behulpzaam als bedreigend kunnen zijn.
Een bijzonder kenmerk van Animal Well is de complexiteit van zijn geheimen. Het spel bevat meerdere lagen verborgen inhoud, variërend van eenvoudige mysteries tot uiterst complexe raadsels die samenwerking binnen de spelersgemeenschap vereisen om te ontrafelen. Deze gelaagdheid zorgt voor langdurige betrokkenheid, waarbij spelers gezamenlijk theorieën ontwikkelen en oplossingen delen om alle mysteries van het spel te doorgronden. De laatste puzzels waren ontworpen om mogelijk tot tien jaar onopgelost te blijven.

## Ontwikkeling en uitgave

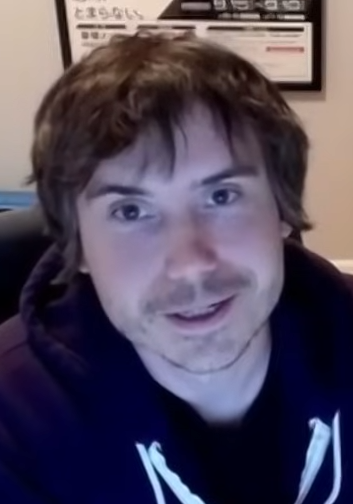
Billy Basso, ontwerper en ontwikkelaar van Animal Well

Billy Basso ontwikkelde het spel vanaf 2017 en haalde inspiratie uit klassieke en moderne games. Het spel onderscheidt zich met een bestandsgrootte van slechts 34 MB op pc. Dit is opmerkelijk klein, vooral gezien de grafische kwaliteit en gameplay-elementen die het spel biedt. Deze geringe bestandsgrootte is te danken aan de efficiënte ontwikkeling van het spel. Basso heeft een op maat gemaakte engine gebouwd die specifiek is geoptimaliseerd voor pixelart op moderne hardware. Deze engine maakt gebruik van geavanceerde technieken zoals deeltjesystemen, vloeistofsimulaties voor rook en water, normalmapping en dynamische verlichting, allemaal gerenderd in verschillende lagen.
Daarnaast ontwierp Basso de architectuur van het spel om datamining te bemoeilijken en zo de unieke puzzels te beschermen. Hij gebruikte AES-encryptie voor bepaalde delen van het spel, waarbij de sleutels alleen te vinden zijn door specifieke acties tijdens het spelen. Dit ontwerp zorgt ervoor dat geheimen alleen via het spelen van het spel kunnen worden ontdekt.
Animal Well werd op 9 mei 2024 uitgebracht voor pc, PlayStation 5 en Nintendo Switch. Op 17 oktober 2024 volgde de release voor Xbox Series X/S.

## Ontvangst
Animal Well werd ontvangen met overwegend positieve recensies. Critici prezen de unieke benadering van het Metroidvania-genre, waarin actie-elementen werden vervangen door uitdagende puzzels en diepgaande verkenning, vaak vergeleken met titels als Fez en Tunic. De betoverende sfeer, visuele stijl en geluidseffecten werden bijzonder gewaardeerd, hoewel sommige recensenten kritiek hadden op repetitieve puzzelmechanieken en de uitdagingen na het einde van het spel.